# Zelia zonata
Zelia zonata är en tvåvingeart som först beskrevs av Daniel William Coquillett 1895.  Zelia zonata ingår i släktet Zelia och familjen parasitflugor. Inga underarter finns listade i Catalogue of Life.